# 奈良少年刑務所

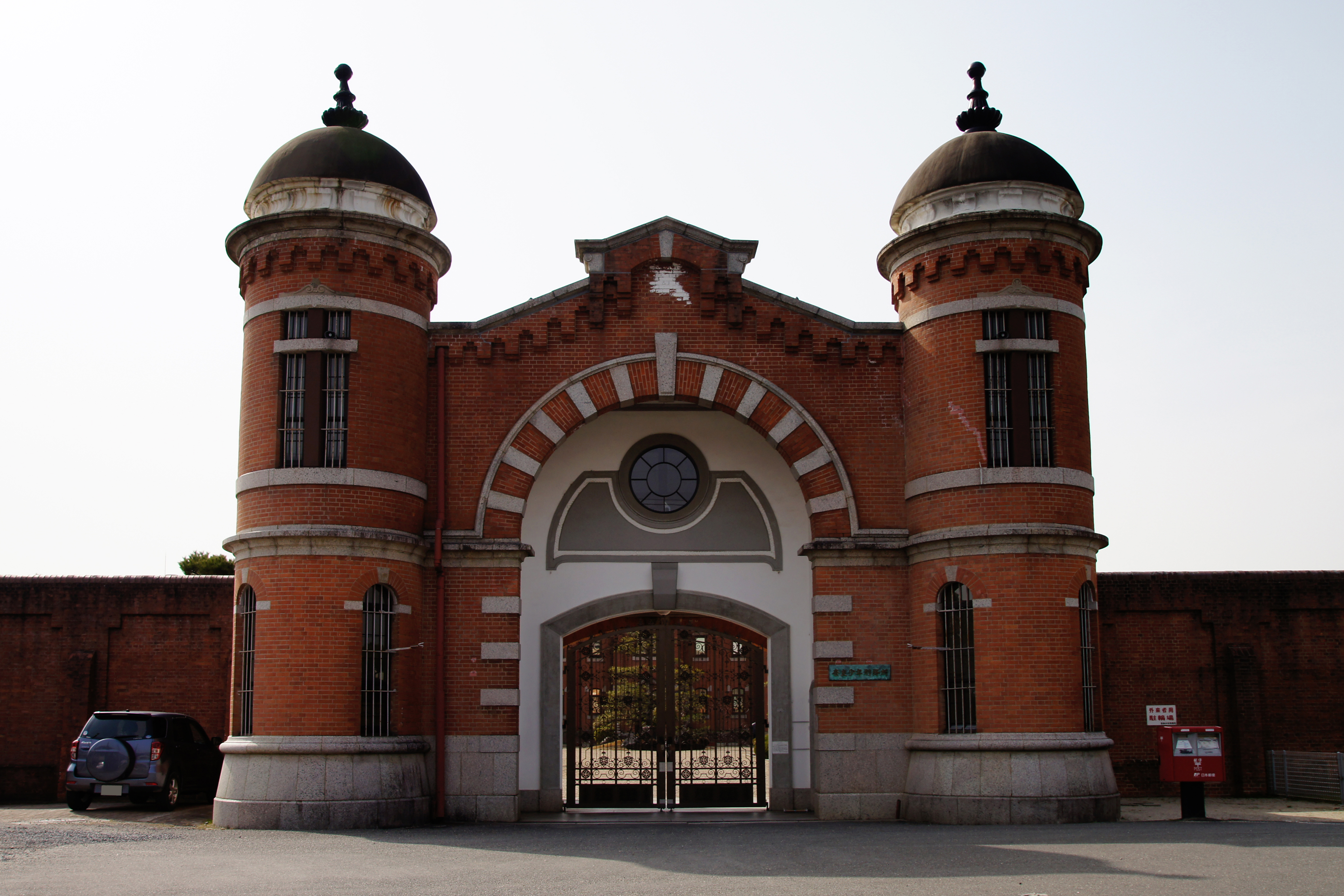
ロマネスク調様式の表門（正門）

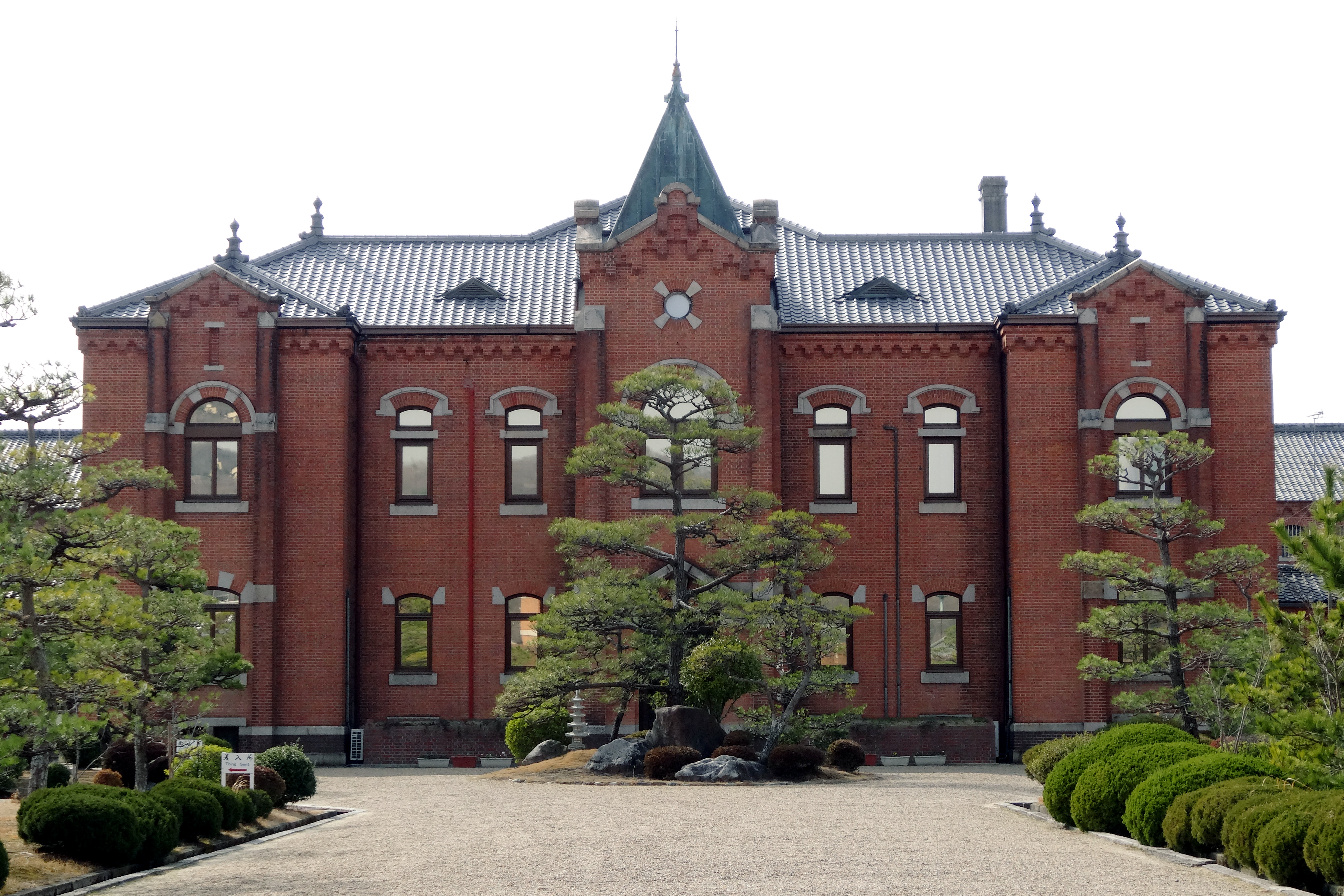
庁舎（本館）

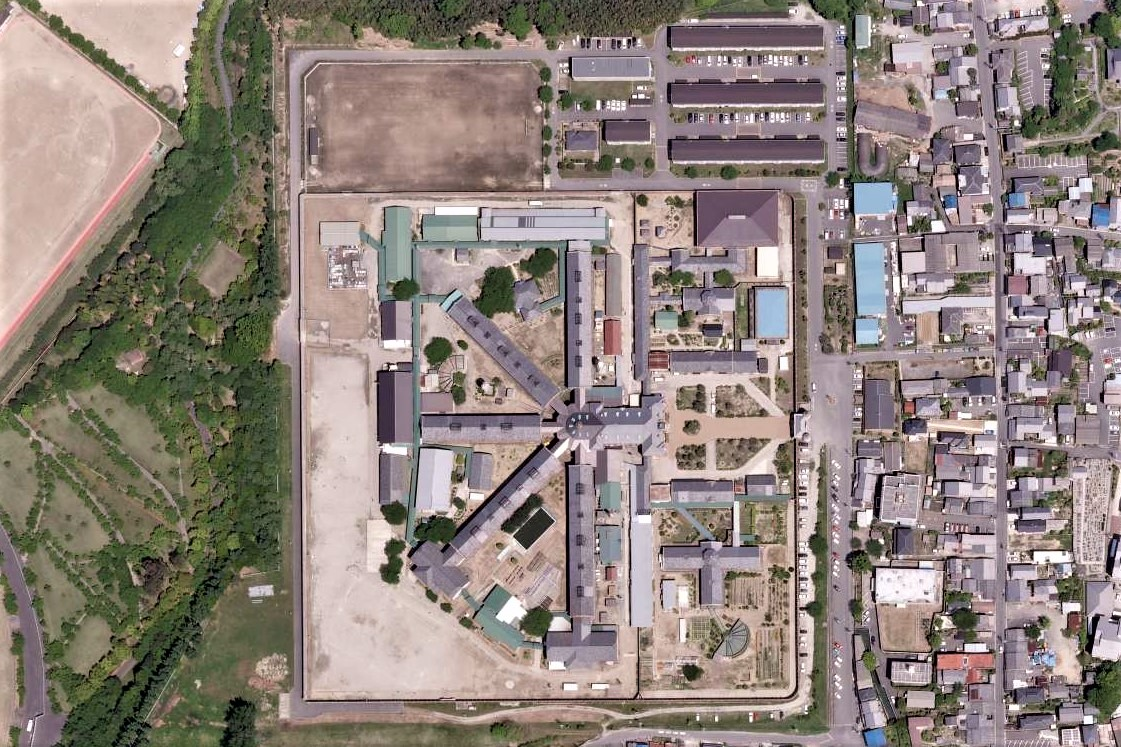
奈良少年刑務所全景の空中写真。
。（2008年5月15日撮影）

奈良少年刑務所（なら しょうねん けいむしょ）は、法務省矯正局の大阪矯正管区に属していた刑務所。所在地は奈良県奈良市で、全国7カ所の少年刑務所の一つであった。下部機関として葛城拘置支所（奈良県大和高田市）を持っていた。
前身は「明治の五大監獄」の一つ奈良監獄であり、山下啓次郎設計による明治41年（1908年）竣工の建築物が現存する。
耐震性の問題などにより、平成28年度（2016年度）末で廃庁（閉鎖）された。これにより奈良県は日本唯一刑務所がない都道府県となった。京都拘置所（京都府京都市伏見区）の下部機関として、同地に奈良拘置支所が設置された。葛城拘置支所も京都拘置所に移管された。
閉鎖後は、建物を活用し星野リゾートが2026年春までの開業を目指しホテルや監獄史料館を運営する予定である。

## 所在地
- 奈良県奈良市般若寺町18

JR奈良駅・近鉄奈良駅から路線バスで「般若寺」バス停下車徒歩約3分

## 収容分類級
本刑務所の収容分類級は以下の通りであった。
- JA級
- YA級

近年では、性犯罪者の更生プログラム実施施設。その実施に伴い、少年受刑者・若年受刑者問わず、20歳代後半～高齢者まで収容していた。プログラム終了者は随時、元収容刑務所にて残りの刑期分収監されていた。

## 収容定員
- 696人（廃止時点。平成20年には752人の受刑者を収容）

## 組織
所長の下に2部1課を持つ3部課制だった。（廃止時点）
- 総務部（庶務課、会計課、用度課）
- 処遇部（処遇部門、企画部門）
- 医務課

## 職業訓練
職業訓練のうち、総合訓練を行う総合訓練施設（全国に8施設）の一つに指定されており、総合訓練として、板金科、溶接科、配管科、クリーニング科、機械科、電気工事科、建築科、工芸科、ホームヘルパー科、印刷科、左官科、理容科、短期理容科、情報処理科、農業園芸科、ビルハウスクリーニング科の16種目を実施していた。

## 建築・設備
- 煉瓦造りの外塀、正門（表門（ひょうもん）と称する）が特徴。内部の建物もその大半が100年以上にわたって使用されている煉瓦建築である。武道館に相当する建物等は新規に改築されている。一部には戦後、旧陸軍の建物を移築した施設もあった。
- 山下啓次郎（司法省営繕課）が設計。千里久春吉の名前も設計者の一人としてあがっている。
- 日本政府は奈良監獄を監獄近代化・西洋化の歩みの到達点とし、1910年（明治43年）にロンドンで開かれた日英博覧会に模型を出展した。2014年現在も竣工時の様態がよく残り、日本の近代化の一側面を示す遺構として貴重である[5]。

## その他
- 名称に「少年」とあるが収容者の大半は20歳代前半であり、10歳代の者は数えるほどしかいなかった。
- 犯罪傾向が進んでおらず年齢が若いなど、更生の見込みが大きいと考えられる者を中心に収容し、伝統的に矯正指導が盛んだった。

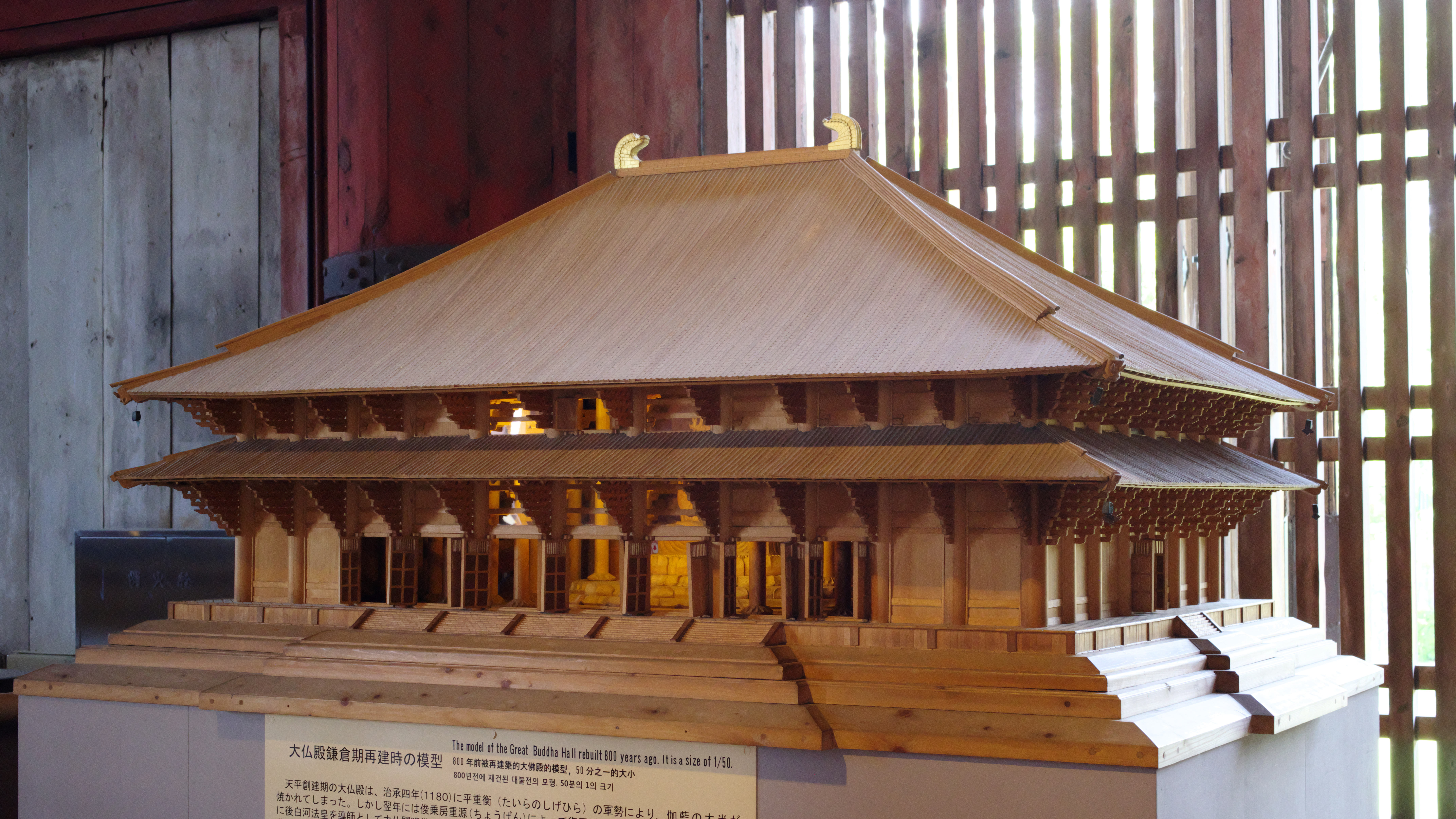
鎌倉期再建東大寺大仏殿模型。奈良少年刑務所製作、平成16年度全国矯正展法務事務次官賞受賞作品

- 1956年（昭和31年）5月20日、収容者が奈良県高等学校生徒弁論大会で団体優勝。個人賞も1,2位を獲得[6]。
- 1991年（平成3年）から[7]2016年まで、毎年9月に「奈良矯正展」という一般公開行事を開催していた。指導内容の紹介、受刑者の絵画や文芸等の作品紹介、本館前の広場を中心とした物販などのほか、さらに奥に入って施設を見学するツアーも行われていた。

## 沿革
- 1613年（慶長18年） - 奈良奉行所（幕府直轄）開設。奉行所北側の北魚屋西町（現在の奈良女子大学敷地）と花芝町に牢屋敷。
- 1871年（明治4年） - 一部が西笹鉾町の奈良代官所跡地に移転、奈良監獄署となる。
- 1876年（明治9年） - 県の合併に伴い堺県の奈良監獄分署となる。
- 1881年（明治14年） - 県の合併に伴い大阪府の奈良監獄分署となる。
- 1887年（明治20年） - 奈良県再設置に伴い奈良監獄署となる。
- 1901年（明治34年） - 現在地への移転着工。
- 1908年（明治41年）7月 - 現在の施設が竣工（工事総額30万円）。
- 1909年（明治42年）3月 - 現在地に正式移転。
- 1922年（大正11年）10月 - 奈良刑務所と改称。
- 1946年（昭和21年）7月 - 奈良少年刑務所と改称。
- 2008年（平成20年）9月 - 100周年記念矯正展開催。山下洋輔がライブを行った。
- 2016年（平成28年）7月 - 年度末での廃庁が決定。建物は保存・活用の方向。
- 2017年（平成29年）
  - 3月 - 廃庁。
  - 4月 - 京都拘置所の下部機関として奈良拘置支所を同地に設置、未決拘禁者を移管。
- 2022年（令和4年）6月 - 奈良拘置支所が敷地北側の職員官舎駐車場跡地に移転。奈良少年鑑別所との合築となる[8]。

### 建物保存への経緯
- 2014年10月、奈良少年刑務所の建物の重要文化財指定と保存を求める団体「近代の名建築 奈良少年刑務所を宝に思う会」が発足した[9]。会長は設計者山下啓次郎の孫である山下洋輔。
- 2015年6月、日本建築学会が要望書[10]を出した。
- 2016年5月、奈良少年刑務所の立地する地元自治会が、刑務所建物の重要文化財指定と保存を求める要望書を出した[11]。
- 2016年6月、奈良県議会が意見書[12]を可決した。
- 2016年10月、文化審議会が「旧奈良監獄」という名称で建造物19棟（17棟・2基）と土地を重要文化財に指定するよう答申[13]。
- 2017年2月、建造物17棟・2基及び土地が国の重要文化財に指定[13][14]。
- 2017年5月、法務省が運営権売却の優先交渉権者に8社コンソーシアムを選定。

### 保存建物の活用
2026年春までに、監獄史料館やホテルなどの複合施設としてリニューアル開業の予定である。
建物は美しい煉瓦建築として知られていたため、保存・活用する事業者が募集され、3グループが応募。法務省は2017年5月、ソラーレ ホテルズ アンド リゾーツなど8社によるコンソーシアムを優先交渉権者に選んだ。同コンソーシアムは建物を耐震補強や改装し、2019年10月には史料館を開業、2020年にはホテル等を備えた複合施設を開業する計画とした。その後、全面開業は2021年とされた。
2017年12月、奈良県と奈良市、法務省は包括連携協定を結んだ。ホテル転用後に、近接する奈良市鴻ノ池運動公園などを含めた奈良市北西部の観光振興を図る目的。
しかし2018年2月にはソラーレが同コンソーシアムの代表を降り、ホテル運営からも撤退することになった。同コンソーシアムが設立した特定目的会社「旧奈良監獄保存活用株式会社」がホテル事業者を募集したところ、新たに星野リゾートが担うことになり、収益確保のため高級施設に路線変更された。
2018年11月には、改修前最後と称する一般公開が行われた。その後、2019年11月にも、改修前最後と称する一般公開が行なわれた。また、ホテルの開業は「2022年のオープンを目指す」こととなった。
2020年11月、「重要文化財「旧奈良監獄」の保存及び活用事業におけるホテル運営について、令和6（2024）年中の運営開始に向けて引き続き準備を進めて参ります」として、開業目標年次をさらに2年延期とする発表があった。
2022年11月の近隣住民説明会において、開業予定を令和7（2025）年度中に再延期するとSPC（特定目的会社旧奈良監獄保存活用株式会社）から説明があった。

## 指定文化財
「旧奈良監獄」として、以下の建造物17棟2基及び土地が国の重要文化財に指定されている（2017年2月23日指定）
- 中央看守所及び事務所
- 第一分房監（第一寮）
- 第二分房監（第二寮）
- 第三分房監（第三寮）
- 夜間寝房（第四寮）
- 雑居監（第五寮）
- 雑居監附属工場
- 夜間寝房附属工場
- 構内仕切兼男拘置監浴場接見所
- 構内仕切兼病監浴場接見所
- 南倉庫
- 北倉庫
- 拘置監
- 醫務所
- 病監
- 精神病躁狂監
- 表門
- 周囲煉化塀 2基（北塀、南塀）
- 附：構内仕切塀 6基（敷地南方、敷地北方、北倉庫西方、南倉庫西方、南倉庫東方、拘置監北方）
- 附：牢舎 2棟
- 附：奈良監獄建築図面 1冊
- 土地 76,918．34平方メートル（般若寺町18番1、川上町475番1）地域内の排水溝縁石、殉職刑務官之碑、墓石を含む

## 関連作品

### 書籍
- 『写真集 美しい刑務所　明治の名煉瓦建築 奈良少年刑務所』（上條道夫写真、寮美千子文、西日本出版社刊）　現役の刑務所として稼働中の2010年2月に撮影された建物写真と、藤森照信らによる解説、さまざまな立場の関係者の寄稿集[25]。2016年11月発売[26]。
- 『奈良監獄物語　若かった明治日本が夢みたもの』（寮美千子文、磯良一絵、小学館刊）　赤れんがの建物が一人称で語る歴史ノンフィクション絵本。巻末に平面図や年表などを収録[27]。2019年6月発売[28]。

### 映画
- 『映画 少年たち』　奈良少年刑務所を舞台にした青春ミュージカル。2018年2月と7月に旧奈良監獄を使用して撮影された[29]。2019年3月公開。
- 『るろうに剣心 最終章 The Final』のロケ地として使用された[30]。2021年4月23日公開。

### テレビドラマ
- 『閻魔堂沙羅の推理奇譚』 第3回～第5回。「閻魔堂」の内部及び外観として、旧奈良監獄を使用して撮影された[31]。NHK総合で、2020年11月14日、21日、28日放送。